# Simona Kustec
Simona Kustec (nekdaj Simona Kustec Lipicer), slovenska političarka in politologinja, * 19. junij 1976, Kamnik.
Kustečeva je bila med letoma 2020 in 2022 ministrica za izobraževanje, znanost in šport Republike Slovenije. Pred tem je bila v času 7. državnega zbora Republike Slovenije vodja takrat največje poslanske skupine Stranke modernega centra. Sočasno je poučevala tudi na katedri za politologijo Fakultete za družbene vede Univerze v Ljubljani, ki pa jo je po odhodu s šolskega ministrstva zapustila in akademsko kariero nadaljevala na Univerzi na Primorskem.

## Izobraževanje
Maturirala je na Gimnaziji Rudolfa Maistra v Kamniku. Diplomirala je leta 1999 na Fakulteti za družbene vede v Ljubljani, kjer je tudi magistrirala in leta 2005 doktorirala na temo poseganja države v družbo na analizi primera reševanja problematike dopinga v vrhunskem športu. 

## Akademsko in raziskovalno delo
Je redna profesorica za področje analize politik in raziskovalka na Fakulteti za družbene vede v Ljubljani, Katedri za analizo politik ter Centru za politološke raziskave. Je nosilka predmetov Analiza politik, Politika človekovih pravic, Izvajanje in vrednotenje javnih politik, Menedžment v javni upravi, Metodologija in problemi analize kulturnih politik ter Strokovna praksa.
Kot gostujoča predavateljica ter raziskovalka je sodelovala na številnih mednarodnih univerzah, med njimi na Venice International University, Benetke, Italija (2019/20), Fakulteti za politične znanosti Univerze v Zagrebu, Hrvaška (2010/11 dalje), Univerzi v Essexu in Stirlingu, Velika Britanija (2001/2002 in 2010/11), Univerzi v Konstanci, Nemčija (2000/2001 in 2004/2005), Univerzi Jyvaskyla, Finska (2013/14), Univerzi Parana, Brazilija (2018/19), Univerzi Duisburg-Essen, Nemčija (2019/20).
Raziskovalno se ukvarja s področji volitev in volilnega vedenja, politikami človekovih pravic, analizo javnih politik, teorijami vladanja in upravljanja. Kot nosilka ali raziskovalka je sodelovala pri številnih domačih in mednarodnih projektih, med njimi Kapital (pred)volilnih kampanj in demokratični razvoj države in družbe (2009–2012), Učinkovita državna podpora za športno aktivnost državljanov« (2010–2012), Razvoj integralnega modela kazalnikov za spremljanje in vrednotenje uspešnosti politik na področju e-uprave (2011-2014), COST Action IS0806 The True European Voter: A Strategy For Analysing the Prospects of European Electoral Democracy That Includes the West, the South and the East of the Continent, koordinator Univerza v Mannheimu, Mannheimer Zentrum für Europäische Sozialforschung (MZES) (2009-2014), EU Preparatory Action in the field of sport, research project Action for Good Governance in Sport (AGGIS), koordinator Play the Game/ Danish Institute for Sports Studies (2012-2013), Strengthening Athlete Power in Sport (SAPIS), koordinator Play the Game (2020).
Je nacionalna strokovna sodelavka pri projektih Varieties of Democracy Project (V-Dem), Manifesto Research on Political Representation (prej Comparative Manifesto Project), The Euromanifestos Project, The Comparative Study of Electoral Systems (CSES), European Election Studies (EES). 
Kot predstavnica znanosti je aktivno sodelovala tudi pri delu domačih in mednarodnih institucij, med njimi kot predstavnica znanosti v Svetu Varuha za človekove pravice RS (2019- začetka ministrskega mandata), kot strokovna ocenjevalka Posebne natečajne komisije Uradniškega sveta Republike Slovenije (2008 do začetka parlamentarnega mandata), Svetu za kakovost in evalvacije pri Ministrstvu za šolstvo in šport Republike Slovenije (2011 do začetka parlamentarnega mandata). Bila je članica upravnega odbora Sport & EU: The Association for the Study of Sport and the European Union (2009) in urednica Sport & EU Review, nacionalna strokovnjakinja za športno politiko in posebej politike boja proti dopingu v EU, članica Komisije za mednarodno sodelovanje pri Olimpijskem komiteju Slovenije – Združenju športnih zvez in Komisije za ženske v športu.
Tudi v času aktivnega dela v politiki preko dopolnilnega dela še vedno ohranja stik s sodelovanjem pri akademskem in raziskovalnem delu. Po koncu mandata ministrice za izobraževanje, znanost in šport je zapustila tudi Fakulteto za družbene vede v Ljubljani in akademsko kariero nadaljevala na Univerzi na Primorskem.

## Politika

### Poslanka v državnem zboru
Leta 2014 se je na povabilo Mira Cerarja vključila v Stranko Mira Cerarja in postala njena podpredsednica in članica izvršilnega odbora. 13. julija je bila na državnozborskih volitvah 2014 izvoljena za poslanko ter izbrana za vodjo poslanske skupine SMC. Na državnozborskih volitvah 2018 se je odločila, da se umakne iz politike in se posveti akademskemu delu in družini.
V času priprav na volitve v Evropski parlament 2019 jo je evropska liberalna stranka ALDE povabila v strokovno skupino za pripravo volilnega programskega dokumenta. 

### Ministrica za izobraževanje, znanost in šport
V politiko se je vrnila marca 2020, ko jo je Stranka modernega centra evidentirala kot svojo kandidatko za ministrico za izobraževanje, znanost in šport v 14. vladi Republike Slovenije. Pred pristojnim odborom v Državnem zboru je bila zaslišana 12. marca 2020. Podprlo jo je deset poslancev, šest jih je bilo proti. V njenem mandatu je bilo zaradi epidemije koronavirusa sproveden način izobraževanja na daljavo, ki prej predvsem v primarnem in sekundarnem šolstvu ni bil praksa. Prav tako so potekale zadnje vsebinske priprave na predsedovanje Slovenije Svetu Evropske unije, v katerem je Kustečeva izpostavila predvsem pomen raziskav za Evropsko unijo. Od 1. julija je predsedovala Svetu za izobraževanje, mladino, kulturo in šport (EYCS).
Stranke Levica, LMŠ, SD in SAB so proti Kustečevi vložile nezaupnico, ki je potekala 15. marca 2021. Glasovanje o nezaupnici je bilo 16. marca 2021, za interpelacijo je glasovalo 38 poslancev, proti pa 41 poslancev. Zaradi nejasnosti pred začetkom novega šolskega leta, ukinitve Šole za ravnatelje, domnevno napačnem odnosu do sindikatov, znanstvene dejavnosti in družbe, očitkov zanemarjanja športa in neobčutljivosti za duševno stanje mladih je opozicija drugo interpelacijo zoper Kustečevo vložila tudi spomladi 2021, na sporedu je bila 19. novembra.

## Zasebno
Z nekdanjim možem Teom Lipicerjem (2002-2015) ima hčerko Elo (2003) in sina Marcela Teodorja (2006).